# Viorica Neculai

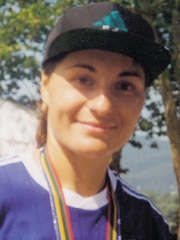
Viorica Ilica in den 1980er-Jahren

Viorica Neculai, bis 1989 Viorica Ilica, (* 6. Februar 1967 in Vorniceni, Kreis Botoșani) ist eine ehemalige rumänische Ruderin, die zwei olympische Medaillen gewann.
Die 1,77 m große Viorica Ilica gewann bei den Junioren-Weltmeisterschaften 1985 den Titel im Doppelvierer.
Bei den Olympischen Spielen 1988 in Seoul siegte sie mit dem rumänischen Achter im Vorlauf. Livia Țicanu und Viorica Ilica wurden im Finale durch die Olympiasiegerinnen im Zweier ohne Steuerfrau Olga Homeghi und Rodica Arba ersetzt, der rumänische Achter gewann die Silbermedaille hinter dem Boot aus der DDR. Für ihren Einsatz im Vorlauf erhielten auch Țicanu und Ilica eine Silbermedaille. 1989 trat Ilica bei den Weltmeisterschaften in Bled in zwei Bootsklassen an. Zusammen mit Marioara Trașcă, Mihaela Armășescu und Livia Leonte gewann sie die Bronzemedaille im Vierer ohne Steuerfrau. Diese vier Ruderinnen gehörten auch zum rumänischen Achter, der den Titel vor dem Boot aus der DDR gewann.
Nach einer Wettkampfpause 1990 trat sie ab 1991 als Viorica Neculai an, bei den Weltmeisterschaften in Wien belegte sie den fünften Platz im Zweier ohne Steuerfrau, mit dem Achter gewann sie die Bronzemedaille hinter den Booten aus Kanada und aus der UdSSR. Bei den Olympischen Spielen 1992 in Barcelona Neculai nur im Achter an, diesmal startete sie im Vorlauf, im Hoffnungslauf und im Finale. Die Rumäninnen gewannen die Silbermedaille hinter den Kanadierinnen. Bei den Weltmeisterschaften 1993 gewann Neculai ihren zweiten Weltmeistertitel im Achter, mit dem Vierer ohne Steuerfrau belegte sie den fünften Platz.